# Kappa2 Puppis
Kappa2 Puppis (k2 Puppis / k2 Pup) è una stella bianco-azzurra nella sequenza principale di magnitudine 4,44 situata nella costellazione della Poppa. 
Nonostante la misurazione della parallasse del satellite Hipparcos dia una distanza simile a quella di Kappa1 Puppis, non è chiaro se le due stelle sono legate gravitazionalmente, poiché lo studio delle due componenti da risultati molto diversi riguardo all'età. La separazione tra le due comporta una separazione reale di circa 1000 UA tra Kappa1 e Kappa2, tuttavia, per quanto detto sulla diversa età delle due componenti, Schiltz et al. (2015) concludono che: o le stelle non sono legate tra loro gravitazionalmente, oppure, se lo sono, sia avvenuto un caso di cattura, dopo essersi formate in momenti diversi e in diverse regioni dello spazio.

## Osservazione
Si tratta di una stella situata nell'emisfero celeste australe; grazie alla sua posizione non fortemente australe, può essere osservata dalla gran parte delle regioni della Terra, sebbene gli osservatori dell'emisfero sud siano più avvantaggiati. Nei pressi dell'Antartide appare circumpolare, mentre resta sempre invisibile solo in prossimità del circolo polare artico. La sua magnitudine pari a 4,4 fa sì che possa essere scorta solo con un cielo sufficientemente libero dagli effetti dell'inquinamento luminoso.
Il periodo migliore per la sua osservazione nel cielo serale ricade nei mesi compresi fra dicembre e maggio; nell'emisfero sud è visibile anche all'inizio dell'inverno, grazie alla declinazione australe della stella, mentre nell'emisfero nord può essere osservata limitatamente durante i mesi della tarda estate boreale.

## Caratteristiche fisiche
La stella è una bianco-azzurra nella sequenza principale; possiede una magnitudine assoluta di e la sua velocità radiale positiva indica che la stella si sta allontanando dal sistema solare.